# Sara Carbonero
Sara Carbonero Arévalo (Corral de Almaguer, 3 febbraio 1984) è una giornalista spagnola, vicedirettrice della sezione sport di Mediaset España.

## Carriera
Prima di completare gli studi per ricevere la laurea in giornalismo all'Universidad Complutense de Madrid, ha iniziato a lavorare per Radio Marca, stazione radiofonica che ricopre vari eventi sportivi, nonché collaborando col programma mattutino Balón desastre e presentando da sola il programma musicale SuperMarca.
Dopo un breve periodo al servizio di Cadena SER, nel maggio del 2007 lavora per La Sexta, emittente in quell'anno segue la Nazionale spagnola di pallacanestro agli Europei. Nell'aprile del 2009 inizia a lavorare con Telecinco per quanto riguarda i programmi sportivi. Il suo primo incarico è stato quello di seguire la Nazionale spagnola di calcio nella FIFA Confederations Cup 2009 in Sudafrica. Successivamente è stata nominata vicedirettrice della sezione sport ed è divenuta presentatrice della prima edizione di Informativos Telecinco. Nel luglio del 2009 è stata eletta come la giornalista più sexy del mondo dalla rivista statunitense FHM.
Durante il Campionato mondiale di calcio 2010 in Sudafrica è divenuta ancora più popolare presso i tabloid di tutto il mondo per via della sua relazione con il portiere spagnolo Iker Casillas. La giornalista è inoltre stata accusata dalla stampa britannica di aver "distratto" il portiere spagnolo prima della gara d'esordio del mondiale, persa dalla Spagna contro la Svizzera. Durante l'intervista dopo la vittoria della Coppa del mondo della nazionale spagnola, Casillas l'ha interrotta e baciata in diretta tv.
Dall'autunno 2010 lavora anche in Italia per la piattaforma televisiva Mediaset Premium, partecipando ai programmi Premium Football Club e Undici condotti da Pierluigi Pardo come esperta di Liga spagnola. Sempre per Telecinco, ha condotto il rito delle campanadas di fine anno da Puerta del Sol. Dal 2012 collabora anche con la messicana Televisa.

## Vita privata
È stata sposata con il calciatore Iker Casillas; la coppia ha due figli. Si sono separati nel marzo del 2021.
Nel maggio del 2019 ha rivelato di essere stata operata per un tumore ovarico, che si è poi ripresentato due anni dopo.